# Young Place
Young Place es una casa de campo histórica ubicada en Due West, Carolina del Sur, Estados Unidos.

## Historia
La vivienda fue construida alrededor de 1839 y fue remodelada después de la Guerra de Secesión en una gran estructura de dos pisos, muy en la línea de la arquitectura italianizante. Las características exteriores incluyen un techo a dos aguas y una torre cuadrada con un techo a cuatro aguas con soportes.
Era el hogar del reverendo J.N. Young, líder religioso, maestro y uno de los fundadores del cercano Erskine College. La casa fue inscrita en el Registro Nacional de Lugares Históricos el 9 de octubre de 1974.